# آساکورا کاگه‌تاکه
آساکورا کاگه‌تاکه (به ژاپنی: 朝倉景健 Asakura Kagetake); ۱ ژانویهٔ ۱۵۳۶ – ۲۵ سپتامبر ۱۵۷۵) سامورایی اهل ژاپن بود. وی یکی از فرماندهان آساکورا یوشی‌کاگه در نبرد آنه‌گاوا بود.